# El profesor Jirafales
El profesor Jirafales es un personaje de la serie de televisión mexicana El Chavo del Ocho, interpretado por el actor Rubén Aguirre. Es un caballero educado, ordenado y soltero, pero profundamente enamorado de Doña Florinda. Es pedagogo y maestro de escuela primaria donde acuden los niños de la vecindad. Un dato curioso es que en toda la serie no se le conoció por su nombre de pila, solo por su apellido. En la serie animada su voz durante las dos primeras temporadas es provista por Juan Carlos Tinoco y por Moisés Suárez Aldana en el resto de la serie.

## Inicios del personaje
El personaje comenzó en el programa Chespirito y Los supergenios de la Mesa Cuadrada en 1970, en ese programa Rubén Aguirre interpretaba a Rubén Aguirre Jirafales 'El Shory',un intelectual que opinaba sobre hechos de la farándula local mexicana. Para 1972 Rubén Aguirre emigra a otro programa y deja de interpretarlo.
Para 1973, cuando regresó al elenco, encuentra acomodo en la serie El Chavo del Ocho, personificando a un personaje similar al de los Supergenios, pero convertido en un profesor de escuela, el cual fue uno de sus trabajos del actor en su juventud dando clases a niños de primaria en Saltillo, Coahuila en 1967.

## Personalidad
Es un hombre soltero, ordenado, educado, ingenuo, presumido y con un trabajo estable en el área de educación, lo que lo convierte en una persona que sirve de ejemplo en sus acciones dentro y fuera de la Vecindad. El profesor es un completo caballero y vive enamorado de sí mismo y de Doña Florinda, a la que quizás por falta de valentía, aún no logra declararse. Es el maestro de la escuela primaria donde asisten los niños de la vecindad. 
El Profesor Jirafales es un caballero en todo el sentido de la palabra; se conoce que es soltero, muy educado, con una profesión importante, es preparado y muy vanidoso. Está enamorado de sí mismo y de Doña Florinda, la cual visita constantemente acompañado de un ramo de rosas (aunque le gustaría llevarle maravillas), al tiempo que espera su acostumbrada tacita de café.
Su nombre de pila se desconoce, nunca fue revelado en los episodios del programa, solo se llega a conocer su apellido, el cual genera una casualidad por su altura. Tampoco se conoce su lugar de vivienda o si tiene familiares (alguna ocasión mencionó a su mamá).
El profesor es un buen caballero y debido a su profesión, es altamente tolerante, aspecto que sale a relucir cuando está con los niños en la escuela o en la vecindad, salvo en situaciones en las que definitivamente pierde la paciencia y reacciona con su famoso «¡ta ta taaaa!».
Su gran altura es la culpable de innumerables sobrenombres y todo tipo de bromas, todas blancas por supuesto, nunca con la intención de ofenderlo, sino sólo para complementar una broma previa.
Sus visitas a la vecindad son constantes; siempre acompañadas de un ramo de rosas para Doña Florinda. Cuando ambos se encuentran dejan de poner atención a lo que ocurre a su alrededor mientras de fondo se oye el tema Tara de Max Steiner y ambos inician, en cada ocasión de forma literal, el mismo diálogo donde se saludan, él le entrega las flores y ella lo invita a tomar una tacita de café a su casa. A pesar del gran amor que se profesan, los nervios y las interrupciones aparecen en el momento justo en que intentan besarse.
Las participaciones del Profesor Jirafales son esporádicas, no siempre aparece en los episodios, pero eso no es impedimento para mantener una misma forma de ser con el pasar del tiempo. La vida personal del personaje es una incógnita más allá de mencionarse soltero y de mencionar a su madre durante una conversación con Don Ramón.

## Vestuario
Siempre lleva puesto un traje de dos piezas gris o café, (azul marino en la serie animada), una corbata y un sombrero, salvo en el episodio de Acapulco se le puede observar con un traje de baño. En ocasiones también lleva un puro y un ramo de rosas para Doña Florinda presentando así su amabilidad al quitarse el sombrero.